# Gastropila
Gastropila là một chi nấm trong họ Agaricaceae.